# Puchar Australii i Nowej Zelandii w narciarstwie alpejskim kobiet 2017
Puchar Australii i Nowej Zelandii w narciarstwie alpejskim kobiet w sezonie 2017 zawody w narciarstwie alpejskim rozgrywane pod patronatem Międzynarodowej Federacji Narciarskiej (FIS) w lecie 2017 roku. Pierwsze zawody odbyły się 21 sierpnia w australijskim Thredbo, a ostatnie zostały rozegrane 6 września w nowozelandzkim Mount Hutt.
Triumfu w klasyfikacji generalnej z poprzedniego sezonu broniła Australijka Greta Small. tym razem triumfowała Sara Hector ze Szwecji.

## Podium zawodów

### Indywidualnie
| Lp. | Data             | Miejscowość  | Konkurencja | 1. Miejsce          | 2. Miejsce            | 3. Miejsce            |
| --- | ---------------- | ------------ | ----------- | ------------------- | --------------------- | --------------------- |
| 1.  | 21 sierpnia 2017 | Thredbo      | Gigant      | Sara Hector         | Julia Mutschlechner   | Alice Robinson        |
| 2.  | 22 sierpnia 2017 | Thredbo      | Gigant      | Sara Hector         | Julia Mutschlechner   | Estelle Alphand       |
| 3.  | 23 sierpnia 2017 | Thredbo      | Slalom      | Estelle Alphand     | Maria Pietilä-Holmner | Sara Hector           |
| 4.  | 24 sierpnia 2017 | Thredbo      | Slalom      | Sara Hector         | Magdalena Fjällström  | Maria Pietilä-Holmner |
| 5.  | 28 sierpnia 2017 | Coronet Peak | Gigant      | Mina Fürst Holtmann | Kristin Anna Lysdahl  | Maria Pietilä-Holmner |
| 6.  | 29 sierpnia 2017 | Coronet Peak | Gigant      | Sara Hector         | Kristin Anna Lysdahl  | Katharina Liensberger |
| 7.  | 30 sierpnia 2017 | Coronet Peak | Slalom      | Estelle Alphand     | Mina Fürst Holtmann   | Katharina Liensberger |
| 8.  | 31 sierpnia 2017 | Coronet Peak | Slalom      | Chiara Mair         | Katharina Liensberger | Martina Dubovská      |
| 9.  | 5 września 2017  | Mount Hutt   | Supergigant | Zawody odwołane     | Zawody odwołane       | Zawody odwołane       |
| 10. | 6 września 2017  | Mount Hutt   | Supergigant | Zawody odwołane     | Zawody odwołane       | Zawody odwołane       |